# Malu (voleibolista)
 Maria de Lourdes Ribeiro Silva   (Uberlândia, 4 de maio de 1989) é uma voleibolista indoor  brasileira, atuante na posição de Central, com marca de alcance no ataque de 320 cm e 309 cm no bloqueio, serviu as categorias de base da Seleção Brasileira, e por esta conquistou a medalha de ouro no Campeonato Sul-Americano Infantojuvenil de 2004 no Equador e o título do Campeonato Mundial Infantojuvenil de 2005 em Macau.Foi medalhista de ouro também no Campeonato Sul-Americano Juvenil de 2006 na Venezuela  e no Campeonato Mundial Juvenil de 2007 na Tailândia e conquistou o vice-campeonato da Copa Pan-Americana de 2007 no México pela Seleção Brasileira de Novas.Em clubes possui a medalha de prata no Torneio Internacional Top Volley 2010 na Suíça.

## Carreira
Malu filha de pais separados quando ela tinha um ano de idade, enfrentou muito cedo obstáculos não só para iniciar sua carreira desportiva, mas também na vida; de origem humilde passou por inúmeras situações de dificuldades em busca da carreira profissional, residia com seu padrasto Francisco e sua mãe Maria Aparecida em sua cidade natal.
Sua trajetória começava aos 11 anos de idade quando media 1,88m,  por esta razão seu padrasto a levou para escolinha de vôlei que havia no quartel próximo a sua casa, detalhe que Malu não teve  nenhum contato com o vôlei até então,  aprimorou-se durante cinco meses nesta escolinha e começou a participar em 2001 das peneiras do Praia Clube/Uberlândia, sempre apoiada pelo seu padrasto e sua mãe, pensou muitas vezes em desistir por não dispor de condições básicas  para deslocamento, alimentação e treinamentos, mas persistiu e foi aprovada por este clube 2002.
Ela progredia cada vez mais e dois anos depois já treinava com a Seleção Brasileira, na categoria infanto-juvenil, indicada aos 14 anos de idade pelo técnico do Praia Clube, Henrique Muzzi,  pela primeira vez sai do seu Estado e vai participar dos treinos da seleção no no Centro de Saquarema, por isso sentiu dificuldade de adaptação na primeira semana.O técnico Luizomar de Moura teve uma grande participação na evolução e projeção de sua carreira como atleta,  foi convocada para disputar o Campeonato Sul-Americano Infanto-Juvenil  em Guayaquil-Equador e conquistou o ouroe q qualificação para o Campeonato Mundial da categoria.
No ano seguinte o técnico  Luizomar de Moura a convoca novamente para Seleção Brasileira para disputar a edição do Campeonato Mundial Infanto-Juvenil  sediado em Macau,, vestindo a camisa#15 contribuiu para a conquista da  medalha de ouro da edição que desde 1997 o Brasil não obtinha a primeira posição e apareceu nas estatísticas na quinquagésima quinta posição entre as maiores pontuadoras vigésima quarta posição entre as bloqueadoras trigésima primeira entre as atletas com melhor saque. Na temporada 2005-06 foi atleta do Oi/Macaé sob o comando do Luizomar de Moura; ela representou este clube no vice-campeonato carioca em 2005 e na correspondente Superliga Brasileira A participando da conquista do inédito bronze.
Em 2006 foi convocada por Luizomar de Moura para compor a Seleção Brasileira que disputaria o Campeonato Sul-Americano Juvenil em Caracas-Venezuela e obteve o título da competição de forma invicta e a qualificação para o  Mundial Juvenil do ano seguinte, além disso foi eleita a Melhor Bloqueadora do campeonato prêmio que dedicou a Luizomar de Moura.Esse mesmo técnico indicou a contratação de Malu para o Finasa/Osasco onde passou atuar tanto no time juvenil como no adulto conquistou o título do Campeonato Paulista de 2006 e disputou a Superliga Brasileira A 2006-07 sagrando-se vice-campeã desta edição; quando chegou ao Finasa/Osasco foi bem acolhida por atletas experientes como: Valeskinha, Elisângela, Carol Gattaz e Arlene  e declarou ser fã da também, Central Fabiana Claudino, na época atleta da Rexona/Ades.Também recebeu uma bolsa para conclusão do Ensino Médio e passou ajudar sua mãe que ainda cuidava de sua irmã Mariana.
Em 2007 foi atleta mais alta do Brasil com 1,97m, sendo também a atleta mais alta no Campeonato Mundial Juvenil   em Nakhon Ratchasima-Tailândia, novamente vestiu a camisa#15 e conquistou  a medalha de ouro e figurou entre as melhores atletas, finalizando na décima oitava posição entre as maiores pontuadoras, foi a sexta  entre as melhores bloqueadoras,décima sétima melhor sacadora além da trigésima terceira posição entre as melhores defensoras apareceu também nas estatísticas bem colocada no fundamento de levantamento, encerrando na décima oitava posição.Também foi convocada nesse ano pelo técnico Luizomar de Moura para Seleção Brasileira Novas, vestiu a camisa#15 quando disputou a Copa Pan-Americana em Colima-México onde conquistou o vice-campeonato e não registrou  pontos na grande final.
Renovou com o Finasa/Osasco  para temporada 2007-08, foi vice-campeã da Copa São Paulo de 2007, também obteve o título do Campeonato Paulista de 2007, novamente ouro nos Jogos Abertos de Praia Grande, além do vice-campeonato da Copa Brasil no mesmo ano e terminou com o vice-campeonato na Superliga Brasileira A 2007-08.
Permaneceu no Finasa/Osasco para as disputas de 2008-09 conquistou o título da Copa São Paulo de 2008, também dos Jogos Regionais Sub-21 de São Caetano do Sul no mesmo ano.Em 2008 por causa de problemas no joelho foi submetida a cirurgia.
Em 2009 foi contratada pelo Vôlei Futuro , sagrando-se vice-campeã dos Jogos Abertos do Interior de Santo André 2009 e no final de 2009 quando disputava o Campeonato Paulista ficou afastada devido o rompimento do ligamento no joelho e disputou a edição a Superliga Brasileira A 2009-10 encerrou em quinto lugar.
Renovou com o Vôlei Futuro para temporada seguinte  estava inscrita na Superliga Brasileira A 2010-11 e encerrou com o bronze da edição e foi  vice-campeã paulista  de 2010, medalha de prata no Top Volley Internacional de 2010.Disputou sua terceira temporada consecutiva pelo Vôlei Futuro sendo terceiro lugar na Superliga correspondente a esta temporada.
Com a morte de sua mãe e o rompimento do ligamento do joelho, Malu quase abandona as quadras em definitivo, sem jogar perdeu a forma física. Resolveu voltar ao cenário nacional do esporte visando a Olimpíada de 2016, procurou o Vôlei Futuro  que indicou-lhe um tratamento de emagrecimento e condicionamento físico no Spa Med Sorocaba Campus na cidade de Sorocaba e após 15 dias de iniciado tratamento obteve resultados satisfatórios.

## Títulos e resultados
- Superliga Brasileira Aː2006-07[12] e 2007-08[12]
- Superliga Brasileira Aː*2005-06[12], 2010-11[39] e 2011-12
- Copa Brasilː2007[29]
- Campeonato Paulistaː2006[14] e 2007[27]
- Campeonato Cariocaː2005
- Copa São Pauloː2008[32]
- Copa São Pauloː2007[26]
- Jogos Abertos do Interior de São Pauloː2007[28]
- Jogos Abertos do Interior de São Pauloː2009[34]
- Jogos Regionais de São Paulo Sub-21ː2008[33]

## Premiações individuais
- Melhor Bloqueadora do Campeonato Sul-Americano Juvenil de 2006[2]